# Murmur
Murmur je první dlouhohrající album kapely R.E.M. Album vyšlo v dubnu 1983 a předcházelo mu EP Chronic Town, které bylo vydáno o rok dříve. V americkém žebříčku prodejnosti se album dostalo na 36. místo a v roce 1991 získalo zlatou desku. Časopis Rolling Stone jej ohodnotil jako 197. nejlepší album všech dob a televize VH1 jej vyhlásila 92. nejlepším albem všech dob.

## Charakteristika alba
Zvuk alba charakterizoval tichou a introvertní stranu první vlny alternativního rocku ve Spojených státech. Zvuk byl na tehdejší dobu nový, ale nevzdaloval se příliš konceptu tradiční rockové hudby. Kytary mají jasný zvonící zvuk takřka jako zvonkohra, čímž se blíží kapele The Byrds. Baskytarista Mike Mills má, jako nejzkušenější hudebník v kapele, největší podíl na melodii alba a na celkové „náladové“ atmosféře prvních alb R.E.M. Výrazným příspěvkem ke zvuku alba je i zpěv Michaela Stipea, jehož nejasné a nezřetelně zpívané texty přinesly albu hloubku a mysterióznost. Inspirací pro album byl i post-punk, například píseň „9-9“ byla ovlivněna kapelou Gang of Four. Ačkoliv je Murmur velice respektovaným albem a mezi fanoušky patří k oblíbeným, na pozdější obrovský úspěch kapely mělo jen minimální vliv.
Album bylo nahráno v Charlotte v Severní Karolíně, produkovali jej Mitch Easter a Don Dixon a vydala jej společnost I.R.S. Records. Z písní, které tehdy při svých tehdejších koncertech hráli, vybrali R.E.M. dvanáct, které byly zařazeny na album. Písně "Radio Free Europe" a "Sitting Still" byly již předtím vydány pod labelem Hib-Tone, ale pro Murmur byly znovu nahrány v pomalejším tempu. Tato změna ukazuje, že se R.E.M. opustili tehdejší punkový styl. Dalších šest písní - "Permanent Vacation", "Ages of You", "All the Right Friends", "Mystery to Me", "Romance" a "There She Goes Again" - bylo sice nahráno, ale na album nebyly zařazeny. Některé z nich se však později objevily na B-stranách singlů, na výběrových albech Eponymous, Dead Letter Office, And I Feel Fine... a na koncertním DVD Perfect Square.
Konstrukce porostlá rostlinami zobrazená na obalu alba, která byla původně součástí Georgia Railroad, se stala místní památkou přezívanou „Murmur Trestle“ a snahy o její odstranění se vždy setkaly s odporem veřejnosti.
Album se umístilo na 36. místě amerického žebříčku a v roce 1991 získalo zlatou desku. V roce 1989 označil časopis Rolling Stone Murmur za 8. nejlepší album 80. let. V roce 2003 jej stejný časopis označil za 197. nejlepší album všech dob. Ve stejném roce bylo album televizí VH1 vyhlášeno 92. nejlepším albem všech dob. Pitchfork Media označil Murmur za 5. nejlepší album 80. let. Časopis Rolling Stone ocenil v roce 1983 Murmur jako nejlepší album roku, čímž album porazilo další slavná alba, například Thriller od Michaela Jacksona, Synchronity od The Police, nebo War od U2.
Kapela zahrála celý Murmur při posledním koncertu svého turné na podporu alba Green v atlantském Fox Theater 13. listopadu 1989 a od té doby již některé písně z alba R.E.M. nikdy živě nezahráli.

## Seznam skladeb
Autory všech skladeb jsou Bill Berry, Peter Buck, Mike Mills a Michael Stipe.
| Pořadí | Název                  | Délka |
| ------ | ---------------------- | ----- |
| 1.     | Radio Free Europe      | 4:06  |
| 2.     | Pilgrimage             | 4:30  |
| 3.     | Laughing               | 3:57  |
| 4.     | Talk About the Passion | 3:23  |
| 5.     | Moral Kiosk            | 3:31  |
| 6.     | Perfect Circle         | 3:29  |
| 7.     | Catapult               | 3:55  |
| 8.     | Sitting Still          | 3:17  |
| 9.     | 9-9                    | 3:03  |
| 10.    | Shaking Through        | 4:30  |
| 11.    | We Walk                | 3:02  |
| 12.    | West of the Fields     | 3:17  |

### The IRS Yearsreissue
Dne 26. ledna 1993 znovuvydala EMI, která vlastní katalog I.R.S. Records, Murmur se čtyřmi bonusovými skladbami:
1. "There She Goes Again"
2. "9-9" (Live)
3. "Gardening at Night" (Live)
4. "Catapult" (Live)

Skladba "There She Goes Again" se nachází také na albu Dead Letter Office.

## Obsazení
- Bill Berry - perkuse, bicí, baskytara, piano, zpěv
- Peter Buck - kytara
- Mike Mills - baskytara, bicí, piano, zpěv
- Michael Stipe - zpěv

### Doprovodné obsazení
- Don Dixon - baskytara v písni "Perfect Circle"

## Žebříčky

### Album
| Rok  | Žebříček          | Pozice                    |
| ---- | ----------------- | ------------------------- |
| 1983 | The Billboard 200 | 36 (30 týdnů na žebříčku) |

### Singly
| Rok  | Singl               | Žebříček                  | Pozice |
| ---- | ------------------- | ------------------------- | ------ |
| 1983 | "Radio Free Europe" | Billboard Mainstream Rock | 25     |
| 1983 | "Radio Free Europe" | Billboard Pop Singles     | 78     |

## Jiné významy
Murmur je také technika zpěvu používaná v žánrech jako je black nebo death metal.

## Certifikace
| Organizace  | Úroveň      | Datum          |
| ----------- | ----------- | -------------- |
| RIAA – U.S. | Zlatá deska | 10. října 1991 |